# Grzbiet górski

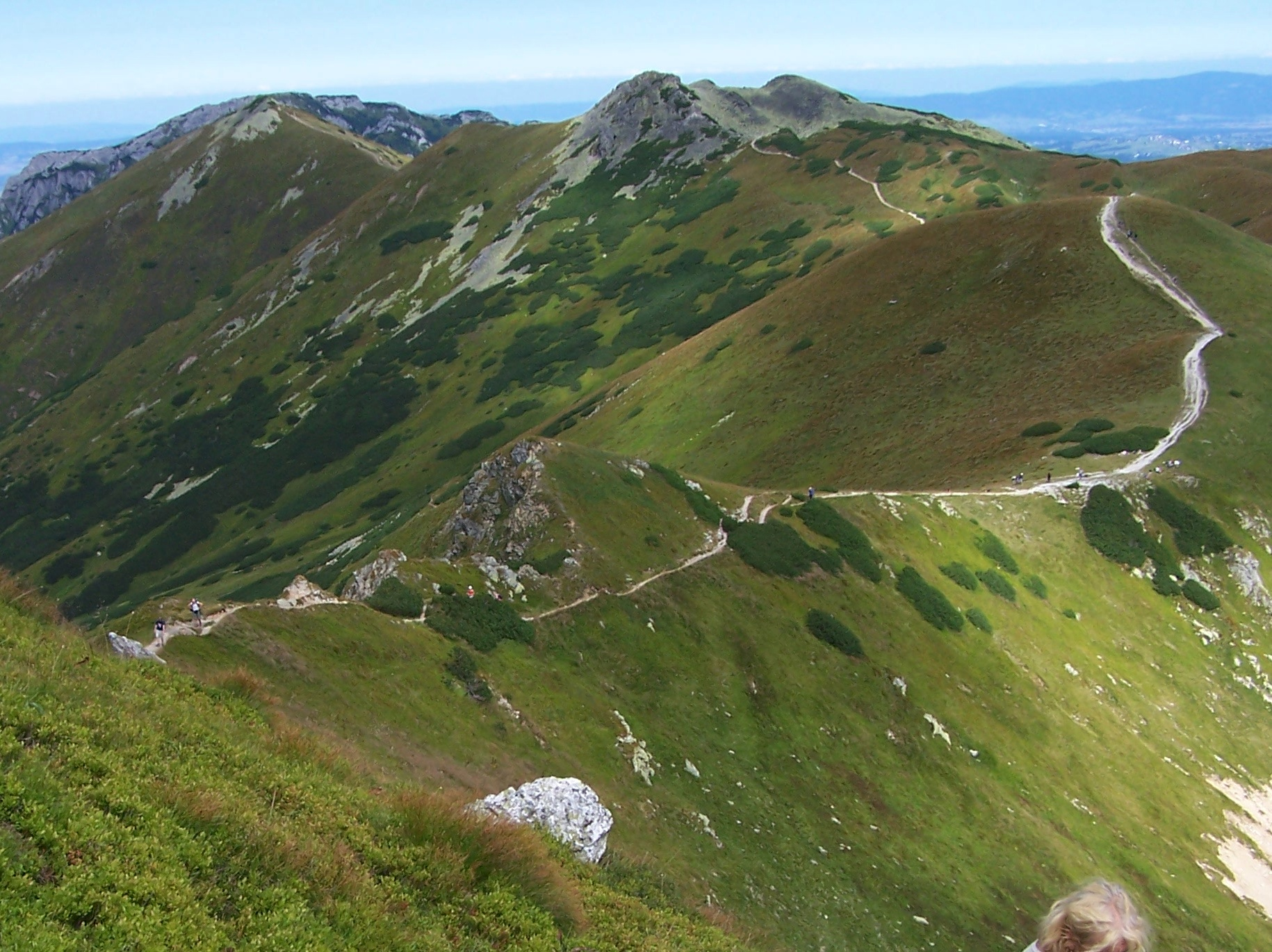
Grzbiet Ornaku w Tatrach

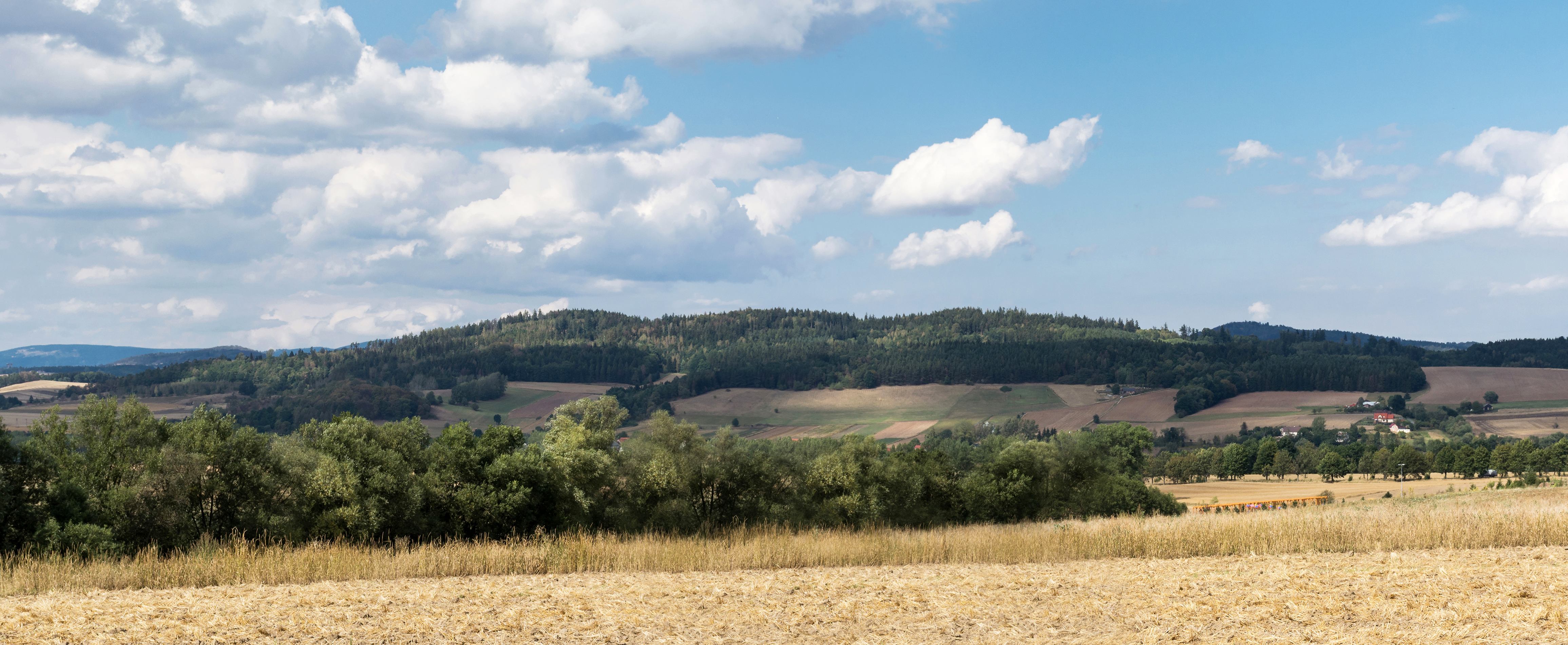
Grzbiet Garb Golińca w Górach Bardzkich

Grzbiet górski – obszar położony wzdłuż linii grzbietowej łączący szczyty i przełęcze danego pasma górskiego (formacji górskiej).
Może być stromy lub łagodny, skalisty (grań) lub pokryty zwietrzeliną i glebą.
Jest częścią łańcucha górskiego, pasma górskiego lub masywu górskiego.